# Dark Queen
Dark Queen é a principal antagonista da série de jogos eletrônicos Battletoads da Rare, introduzida no Battletoads original em 1991. A Dark Queen é a nêmesis dos protagonistas Battletoads. Ela é uma misteriosa mestre da magia maligna e a comandante suprema de um exército espacial empenhado na conquista galáctica. A personagem recebeu atenção considerável devido ao seu apelo sexual, bem como por ser uma das primeiras grandes vilãs femininas nos jogos eletrônicos.

## Aparições
A imortal Dark Queen é o inimigo final dos Battletoads, enquanto ela tenta eliminar os 'Toads e o Professor T. Bird para impedi-los de atrapalhar seus planos de governar o universo. Ela é retratada como uma mulher sinistramente bela com cabelos grandes negros que mostra um corpo voluptuoso vestido em um maiô preto no estilo dominatrix com botas de cano alto. Ao longo dos jogos, houve várias inconsistências em relação ao seu tamanho real. Mesmo que sua altura seja de 182 cm de altura na tela de seu perfil no jogo de arcade (o que significaria que ela é na verdade menor do que os Battletoads), ela normalmente parece ter um tamanho enorme nos jogos, geralmente aproximadamente quatro vezes a altura dos 'Toads. Sua mudança de tamanho pode, entretanto, ser um efeito de sua magia. Ao longo da série, ela geralmente aparece para insultar os 'Toads durante as cutscenes; apesar de sua posição real, ela prefere não ser mais culta do que os próprios Battletoads, devido à natureza rude de sua fala, que consiste principalmente em gírias de surfistas e trocadilhos ofensivos (como chamá-los de "carga de gado" e "características de verruga"). Ela lidera um exército renegado que consiste principalmente de porcos e ratos antropomórficos, geralmente combatida como a chefe final do jogo. Seus principais ajudantes são inicialmente Big Blag, General Vermin e Robo-Manus, mais tarde acompanhados pelo General Slaughter, Karnath e Almirante Oink.

### Em jogosBattletoads
Ela tem uma sede insaciável de poder e é uma psicopata megalomaníaca altamente perigosa. Ela usa seus talentos mágicos e sua beleza sombria e terrível a seu favor. Muitos homens caíram em desgraça com seus efeitos combinados. Sua 'busca de vida' (como ela chama seu desejo vicioso de poder) é reivindicar o que ela se iludiu em acreditar ser seu lugar de direito no trono corporativo terráqueo. Ela não vai parar por nada para atingir esse objetivo e destruiu sistemas solares inteiros - milhões de vidas - em seu impulso implacável para a dominação galáctica e, em última instância, universal.

Battletoads manual do usuário
A Dark Queen é apresentada no primeiro jogo Battletoads. Nele, após sua derrota pela Corporação Galáctica na Batalha de Canis Major, ela e suas forças restantes escaparam para se esconder no planeta Ragnarok's World "em espaços escuros entre as estrelas." Enquanto o professor T. Bird e o Battletoads Rash, Zitz e Pimple escoltam a princesa Angelica, filha do imperador terráqueo, a Dark Queen (disfarçada de dançarina do ventre) de repente ataca e sequestra a princesa junto com Pimple (ou Rash e Pimple na versão para Game Boy), levando-os na enorme nave Gargantua para o planeta Armagedda (Ragnarok's World). Os outros dois Battletoads vão atrás dela para resgatar os cativos e, eventualmente, confrontar a Dark Queen em sua Torre das Sombras. Durante a luta com a chefe final, ela só tem um movimento especial além dos chutes básicos, ficar girando até se transformar em um tornado e, em seguida, tentar acertar o jogador (quanto dano é feito ao jogador é baseado em quão rápido ela está girando). Após sua derrota, a Dark Queen foge para o espaço, "retirando-se para as margens sombrias da galáxia para recuperar suas perdas."
Em Battletoads in Battlemaniacs, o retorno da Dark Queen se associou ao vingativo engenheiro de computação Silas Volkmire para sequestrar Zitz e Michiko Tashoku, filha do presidente da Psicone Corporation, criadores do portal gerado por computador Gamescape, com a intenção de transformar o mundo inteiro no Reino Gamescape sobre o qual eles governariam juntos. Neste jogo, ela está usando uma capa vermelha e segurando um bastão temático de cobra. Os outros dois 'Toads se enfrentam com a Dark Queen novamente, desta vez em sua Torre Negra. Durante a luta com a chefe, ela se teletransporta e ataca os jogadores com projéteis mágicos do bastão. Após sua derrota, ela foge novamente "para os confins do Universo", jurando vingança.
No jogo crossover Battletoads & Double Dragon, a Dark Queen se junta ao Shadow Boss, um personagem do universo Double Dragon criado especialmente para este jogo. Juntos, eles usam um feixe de energia misterioso do espaço sideral para tornar o poder militar da Terra impotente e usam uma nave gigante chamada Colossus para dominar a Terra. Os Battletoads se juntam a Billy e Jimmy Lee, também conhecidos como Double Dragons, para mais uma vez frustrar seus planos. Neste jogo, ela é capaz de se transformar em uma chama e se mover pelo chão, permanecendo intocável ao fazê-lo, e também pode atacar emergindo da chama e lançando bolas de fogo. Depois de "derrotada e humilhada", ela foge para o espaço, prometendo voltar.
A Dark Queen volta para antagonizar os Battletoads no em grande parte sem enredo Battletoads Arcade. Nele, ela foi "sexualizada um pouco para o público dos arcade supostamente mais maduro", tendo seus mamilos eretos visíveis através de sua roupa e um efeito de seios balançando. Um retrato no jogo também mostra seu cabelo espalhado de uma forma muito parecida com o da Medusa. Durante as partes da gameplay, ela só aparece como uma projeção holográfica no terceiro estágio, onde observa a luta do chefe entre os 'Toads e o Robo-Rat de Scuzz.
Seu design foi inspirado na personagem de Cassandra Peterson, Elvira, Mistress of the Dark. A Dark Queen também foi planejada para ser apresentada em um jogo de luta planejado do Battletoads, mas a Rare acabou criando Killer Instinct.
Ela retorna no reboot de 2020 de Battletoads, embora em uma aparência radicalmente redesenhada e dessexualizada.

### Outras aparições
A Dark Queen também aparece na história em quadrinhos de Battletoads impressa na Nintendo Power, e na fracassa adaptação para desenho animado dos jogos, do qual apenas o episódio piloto foi produzido. A versão para Xbox One de Shovel Knight sugere a possibilidade de que a vilã deste jogo, a Enchantress, seja na verdade uma forma da Dark Queen. Uma compilação de trilha sonora de vinil de Battletoads exclusiva da San Diego Comic-Con 2015 com música de David Wise apresenta uma arte da Dark Queen desenhada pelo editor de arte da Vice Magazine Nick Gazin e ela também foi apresentada no trailer musical "Rare Replay Opening Number".

## Recepção
A Dark Queen foi bem recebida pela crítica após sua introdução, tendo sido duas vezes indicada pela Nintendo Power para o Nintendo Power Awards na categoria vilão do ano em 1991 e 1993. A Dark Queen foi incluída na lista de 2008 do UGO das 50 principais mulheres más em todas as mídias, e na lista do Geek World dos maiores vilões da era 8 bits. Em 2011, a Complex a classificou em décimo lugar na lista das "vilãs de jogos eletrônicos mais diabólicas". Ryan Bates do Game Revolution a colocou em quarto lugar em sua lista de 2014 das principais "garotas malvadas dos jogos", afirmando que "embora a Dark Queen seja frequentemente conhecida por seu apelo sexual, ela foi uma das primeiras antagonistas a definir o padrão para as vilãs em jogos eletrônicos, "tendo" mostrado que ela pode ser tão cruel e calculista quanto os homens."
A Dark Queen contrastou particularmente com a Princesa Peach da Nintendo, já que, de acordo com a 64 Magazine, "neste jogo, a mulher simbólica não era uma princesa insípida implorando por resgate, mas sim uma dominatrix vestida de couro que embarcou em dominar o mundo." Alex Langley, do Arcade Sushi, chamou a Dark Queen de "personagem de ruptura", notando que "em uma época em que princesas e rainhas estavam lá para serem sequestradas, a Dark Queen virou a representação do matriarcado dos jogos eletrônicos de cabeça para baixo e corajosamente declarou que ela seria a responsável pelo sequestro." O UGO da mesma forma também comentou como "as vilões femininas eram bastante raras nos primeiros dias dos jogos eletrônicos, com o sexo frágil geralmente reservado como princesas sequestradas em outro castelo".
De acordo com o UGO, "não só a Dark Queen era revolucionária, ela também era sexy - possivelmente a garota mais atraente da era dos 8 bits". Os editores do UGO comentaram que a série Battletoads é "notória por sua dificuldade insanamente alta, senso de humor juvenil e antagonista de peitos grandes" e acrescentando que "a raiva que sentimos ao perder foi apenas agravada pelo quão atraente e inatingível a Dark Queen era." Tanto Seanbaby, quanto a Geek World a declararam a personagem mais sexy de um jogo de NES. Jim Sterling do GamesRadar a apresentou em um artigo retrospectivo de 2011 apresentando as mulheres sexy dos jogos eletrônicos da era dos sprites.
O Nerdist descreveu a Dark Queen como uma "versão dominadora e sexualizada da Natasha Fatale de Rocky & Bullwinkle." Outros a compararam a Jessica Rabbit e Scylla, a bruxa de Hugo, além de Elvira. Jason F.C. Clarke do Topless Robot afirmou que ela "rivaliza com Elexis Sinclaire de Sin e Ivy de SoulCalibur em decote absoluto" e o Hardcore Gaming 101 a descreveu como "basicamente uma Shredder sexy". O Gawker comentou no breve desenho animado Battletoads como "Shredder não tinha nada a ver com a nêmesis sexy dos Toads, a Dark Queen" e o Meristation afirmou que se eles tivessem que escolher entre ela e o Shredder não haveria competição. a Complex notou que "enquanto as TMNT tinham April O'Neil para flertar, a garota mais encorpada no universo Battletoads é ironicamente a chefe final que quer todos eles mortos."
Recebendo uma prévia de Battletoads in Battlemaniacs, a GamePro elogiou a série "estilo cartoon, bizarro e radical" e como os "deslumbrantes sprites de personagens dotam os 'Toads e seus inimigos de personalidade e atitude", notando que "a Dark Queen definitivamente tem mais apelo hexagonal do que nunca." De acordo com Charmaine Williams do WhatCulture, na verdade "a única coisa que [o desenho] tinha a seu favor era a sexy Dark Queen. Eu acho que se você acha que seu programa não viverá para ver uma temporada completa, pode muito bem ter uma personagem com seios grandes que vive em um castelo em forma de pênis." A Rare Gamer incluiu a Dark Queen em suas listas dos Top 5 Reasons We Still Love Battletoads, Top 5 Classic Rare Villains Who Just Didn't Know When To Quit, e as Top 5 Rare Femme Fatales (That Would Have Us Switching Sides). Luke McKinney e Matthew Moffitt, do Cracked.com, escreveram que ela "ajudou [os jovens jogadores] a se manipularem e sofreu uma mutação física igual à dos gigantes animais falantes".
A Raze a descreveu como "uma vadia que merece morrer" e o final do jogo original onde os Battletoads "simplesmente permitem que ela escape" foi incluído na lista de 2010 das dez maiores decepções em finais na história dos jogos eletrônicos por Danny Gallagher da SPIKE. Solicitando um "incrível remake" de Battletoads, Brian Cullen da Maxim escreveu que "choveríamos justiça quente e reprimida em todos os nossos consoles, apenas por uma chance de combater o ódio contra a atraente e enfurecedora Dark Queen"; Sean Velasco, designer-chefe do remake de Double Dragon de 2012, Double Dragon Neon, disse: "Eu quero dar mais um cumprimento no Zitz e dar um soco no estômago da Dark Queen!" Alternativamente, Cyril Lachel da Gaming Nexus declarou: "Esqueça de reviver os Battletoads, tudo que eu quero é um jogo baseado na Dark Queen!"